# Thuật ngữ anime và manga

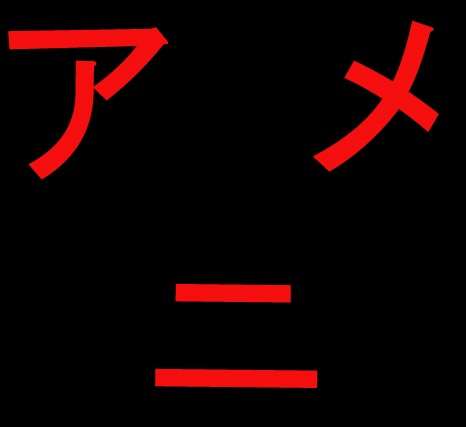
Thuật ngữ anime và manga

Đây là một danh sách thuật ngữ đặc trưng trong anime và manga.
Lưu ý: Những từ tiếng Nhật được sử dụng thường ngày (ví dụ như: Oniisan, kawaii, senpai) không bao gồm trong danh sách này, trừ khi sự mô tả gắn liền với một số tài liệu tham khảo quan trọng có thể cung cấp dẫn chứng liên quan.

## Đặc trưng nhân vật
- Bishōjo (美少女?, "mỹ thiếu nữ")

Đề cập đến tất cả những người phụ nữ trẻ và quyến rũ; nhưng cũng có thể ngụ ý những mối quan hệ dẫn đến tương tác tình dục (giống như trong "bishōjo game").
- Bishōnen (美少年?, "mỹ thiếu niên - cậu bé đẹp" thỉnh thoảng viết tắt là "Bishie")

Khái niệm thẩm mỹ học Nhật Bản về cậu bé đẹp lý tưởng: Ái nam ái nữ, ẻo lả hoặc giới tính không rõ ràng. Tại Nhật Bản, thuật ngữ đề cập đến những người trẻ với đặc điểm như vậy; nhưng tại phương Tây thì nó đã trở thành một thuật ngữ chung cho những nam giới đồng tính luyến ái hấp dẫn ở mọi lứa tuổi.
- Nekomimi (猫娘 Nekomusume, "miêu nương")

Một nhân vật nữ với đôi tai mèo và một cái đuôi mèo, nhưng có cơ thể con người. Những nhân vật này có thói quen, móng vuốt giống như mèo và đôi khi nhìn thấy những chiếc răng nanh. Biểu lộ cảm xúc cũng giống mèo trong tự nhiên, chẳng hạn như bộ lông thú dựng đứng lên khi giật mình. Những đặc điểm này cũng thường thỉnh thoảng được sử dụng cho nhân vật nam như vậy.
- Hội chứng Chūnibyō (中二病?, "Trung Nhị Bệnh")

Xu hướng một nhân vật giả vờ hành động giống như một nhân vật từ tưởng tượng như một ma cà rồng, ác quỷ, thiên thần, phù thủy, alien, chiến binh hoặc người có huyết thống đặc biệt; thường tưởng tượng bản thân ẩn chứa phép thuật/ khả năng siêu cường hoặc những vật bị nguyền rủa. Tuyến nhân vật với hội chứng Chūnibyō xu hướng có một cách cư xử kỳ cục về tốc độ, cách ăn mặc trong trang phục Gothic và thỉnh thoảng mặc một số phụ kiện như băng vết thương hoặc miếng vá mắt để tương ứng với tính cách tưởng tượng. Thuật ngữ này đề cập đến trẻ em từ 12 đến 14 tuổi, nhưng cũng có thể mô tả các nhân vật phô bày những đặc điểm bất kể tuổi tác thực tế của họ. Thuật ngữ này được cho là tạo ra bởi Ijūin Hikaru vào năm 1999 và mục đích ban đầu để mô tả những người đang giả bộ "trưởng thành" trong năm thứ hai ở trung học.
- Dojikko (ドジっ子?, "ngốc nghếch")

Một cô gái dễ thương có những hành động vụng về. Họ có thể tạo ra những sai lầm làm tổn thương chính mình hoặc nhân vật khác. Đặc điểm nhân vật Dojikko thường được sử dụng cho tuyến nhân vật có nguồn gốc trong anime và loạt manga.
- Kemono (獣, けもの, ケモノ,  "quái thú"?)

Con người có đặc điểm động vật hoặc ngược lại (nhân hóa).
- Kemonomimi (獣耳, けものミミ, ケモノミミ?)

Các nhân vật có đặc điểm của thú vật như đôi tai và cái đuôi nhưng có một cơ thể con người. Nekomimi cũng nằm trong khái niệm này.
- Moe (萌え?)

Thông thường được sử dụng cho nhân vật nữ, tuy nhiên nó có thể đề cập đến những nam giới ẻo lả trong một vài trường hợp. Một thứ gì đó hoặc một ai đó được coi là moe thì nói chung sẽ được coi là đáng yêu, vô hại và ngây thơ; trong khi nhận được một số những bản tính cảm xúc của tuổi niên thiếu nhằm ý định gợi lên một cảm giác ràng buộc cha con của sự che chở và thương cảm trong lòng người xem. Dịch sát nghĩa của từ này sang ngôn ngữ khác ngoài tiếng Nhật là "ái vật", mặc dù khái niệm moe không nhất thiết phải có một mối tương quan trực tiếp đến các sở thích tình dục và thường được đề cập trong các tác phẩm không có tính chất tình dục. Nó có thể được sử dụng để cải tiến các từ hoặc khái niệm khác như meganekko-moe ("cô gái đeo kính" moe), một nhân vật vừa đeo kính và có những tính cách của moe.
- Tsundere (ツンデレ?)

Một tính cách nhân vật thường nghiêm nghị, lạnh lùng và/ hoặc không thân thiện với người mà họ thích, trong khi thỉnh thoảng lộ ra cảm giác yêu thương và ấm áp mà họ vẫn đang ẩn dấu trong lòng do xấu hổ hoặc lo lắng, cảm xúc thay đổi hoặc chỉ là không thể có những hành động tốt trước mặt người mà họ thích. Nó là một từ kết hợp giữa từ tiếng Nhật tsuntsun (ツンツン?) có nghĩa là nghiêm nghị hoặc không thân thiện, và từ deredere (デレデレ?) có nghĩa là "ủy mị".
- Yandere (ヤンデレ?)

Một thuật ngữ tiếng Nhật dành cho một nhân vật lúc đầu yêu thương và chăm sóc một người mà họ thích rất nhiều cho đến khi tình yêu lãng mạn, sự ngưỡng mộ và lòng chung thủy của họ dần trở nên nóng nảy và tinh thần bị tàn phá một cách tự nhiên thông qua sự bảo vệ quá mức cần thiết, bạo lực, tính hung hăng hoặc cả ba. Thuật ngữ này là một từ kết hợp của từ yanderu (病んでる?) nghĩa là một bệnh về tinh thần hoặc cảm xúc, và từ deredere (でれでれ?) nghĩa là thể hiện tình cảm chân thật mạnh mẽ. Nhân vật Yandere có tinh thần không ổn định suy nghĩ trong lòng, tâm lý bất ổn, sử dụng bạo lực cực đoan hoặc tính hung hăng như một lối thoát cho những cảm xúc của họ.

## Phân loại theo nhân khẩu học
Kodomo (子供?) hoặc Kodomomuke (子供向け?)
Anime và manga dành cho trẻ em cả hai giới.
Shōjo (少女?)
Anime và manga dành cho các cô gái vị thành niên.
Shōnen (少年?)
Anime và manga dành cho nam thiếu niên hoặc bé trai tiền dậy thì.
Seinen (青年?)
Anime và manga dành cho nam thanh niên hoặc nam trung niên.
Josei (女性?)
Anime và manga dành cho phụ nữ trẻ và trưởng thành.

## Cộng đồng người hâm mộ
- Aniparo (アニパロ?)
Một thuật ngữ tiếng lóng mà kết hợp một phần giữa từ "anime" và "parody" (nhại). Các nhân vật anime được những người hâm mộ sử dụng trong một cách thức nhại lại.[9]
Comiket (コミケット Komiketto?, Comics Market)
Một trong những hội chợ thương mại lớn nhất cho truyện tranh dōjinshi;[10] được tổ chức hai lần trong một năm tại Ariake, Tokyo.
Dōjinshi (同人誌?)
Một tác phẩm do người hâm mộ tự làm hoặc mang tính nghiệp dư như một tác phẩm bắt chước, fan fiction hoặc manga.
Fandub
Một bộ phim hoặc video ngắn do người hâm mộ lồng tiếng mà trong đó nhóm người hâm mộ đã dịch thuật và lồng tiếng các cuộc đối thoại sang ngôn ngữ khác.
Fansub
Một bộ phim hoặc video ngắn do người hâm mộ phụ đề mà trong đó nhóm người hâm mộ đã dịch thuật và làm phụ đề các cuộc đối thoại sang ngôn ngữ khác.[8]
- Fudanshi (腐男子?, "rotten boy, chàng trai vô phương cứu chữa")

Một người hâm mộ nam giới của thể loại yaoi (やおい?).
Fujoshi (腐女子?)
Một người hâm mộ nữ giới thích thể loại yaoi (やおい?); "hủ nữ".
MAD Movie (MAD動画 maddo dōga?)
Một video được làm bởi người hâm mộ Nhật Bản, giống như một Anime Music Video (AMV, video âm nhạc anime) và thường bắt nguồn từ website NicoNico Nhật Bản. MAD cũng có thể đề cập đến cộng đồng AMV Nhật Bản, mặc dù họ có thể làm bất cứ điều gì từ âm thanh, biên tập hình ảnh cho đến toàn bộ những sáng tạo dựa trên tác phẩm gốc. Nhiều MAD không nhất thiết cần tất cả phải liên quan đến anime, mặc dù đó là thể loại đặc trưng phổ biến nhất.
hiệu ứng Odagiri
Một hiện tượng truyền hình trong đó một chương trình thu hút một số lượng người xem là phụ nữ lớn hơn kỳ vọng bởi vì chương trình có các nhân vật hoặc diễn viên nam hấp dẫn.
Otaku (おたく, オタク, ヲタク?)
Dịch sát nghĩa nhất của từ này là những người hâm mộ không rời khỏi nhà của họ (お宅, otaku). Trong từ lóng tiếng Nhật, otaku hầu như tương đương với "geek" hoặc "nerd", nhưng mang một ý nghĩa xúc phạm hơn so với cách dùng tại phương Tây. Năm 1989, từ "otaku" bị tránh dùng trong phạm vi liên quan đến anime và manga sau khi Miyazaki Tsutomu (được gọi là "Sát nhân Otaku") đã tàn nhẫn giết chết cô gái chưa đến tuổi vị thành niên. Kể từ sau đó, từ otaku đã trở lên ít tiêu cực hơn tại Nhật Bản với việc nhiều người Nhật nhận ra chính họ cũng có một số đặc điểm của một otaku.

## Thể loại
Một danh sách các thể loại đầy đủ bao gồm tất cả các loại hình văn học, xem thêm Danh sách thể loại
Bakunyū (爆乳?, "phần ngực nổ tung")
Một thể loại phương tiện truyền thông khiêu dâm tập trung vào sự mô tả phụ nữ với nhiều chi tiết về phần ngực.. Với sự liên quan đến kích cỡ áo ngực, bakunyū được cho là trên một kích thước áo ngực G75 nhưng dưới một kích thước M70. Bakunyū là một nhánh nhỏ trong thể loại anime hentai.
Bara (薔薇?)
Theo nghĩa đen là "hoa hồng". "Bara" đề cập đến một văn hóa đàn ông đồng tính nam tính, và trong phạm vi manga có một thể loại manga nói về đàn ông đồng tính cơ bắp vạm vỡ do nam giới đồng tính sáng tạo. Thể loại này được so sánh với mối tình của những chàng trai do nữ giới sáng tạo.
Boy's Love (ボーイズラブ Bōizu Rabu?)
Nội dung tình dục đồng giới nam thường phục vụ cho đối tượng nữ giới; hiện tại thường được sử dụng tại Nhật Bản dưới nhãn thể loại yaoi và shōnen-ai.. Boy’s love được viết tắt là BL
Gei comi (ゲイコミ geikomi?)
Manga với những chủ đề tình dục đồng giới nam do nam giới sáng tác cho nam giới. Thể loại này được so sánh với yaoi, shōnen-ai, June và BL.
Harem (ハーレムもの hāremumono?)
Một nhánh thể loại của anime và manga được mô tả bằng việc một nhân vật chính luôn luôn bị vây quanh bởi ba hoặc hoặc nhiều nhân vật có đối kháng về tương tác tình dục và/ hoặc những lợi ích tình yêu. Các harem định hướng xoay quanh nam giới thường rất phổ biến.
Lolicon (ロリコン rorikon?)
Một từ kết hợp "lolita complex". Một thuật ngữ manga và anime trong đó các nhân vật nữ giống như trẻ con được mô tả trong một dáng vẻ khiêu dâm.
Mecha (メカ meka?)
Từ viết tắt của "mechanical" (máy móc). Tại Nhật Bản, từ này được dùng cho tất cả mọi loại máy móc; trong khi tại các nước phương Tây, từ này được áp dụng để chỉ trận chiến của những robot trong anime và manga. Các tác phẩm mecha nổi bật này được phân chia thành hai nhánh thể loại nhỏ là: "Super robot", nơi mà mecha có những sức mạnh không thực tế và có sự tập trung nhiều hơn vào những trận chiến giữa chính những con robot này; còn "Real robot" thì mecha có sức mạnh thực tế và có nhiều phần bộc lộ kịch tính cảm xúc, tập trung nhiều vào các phi công lái mecha.
Shōjo-ai (少女愛?)
Manga hoặc anime tập trung nhiều vào những mối quan hệ đồng tính luyến ái giữa nữ giới.
Shōnen-ai (少年愛?)
Một thuật ngữ bao hàm chủ đề tình dục đồng giới của nam trong các phương tiện truyền thông phục vụ cho nữ giới, mặc dù cách hiểu này đã lỗi thời tại Nhật Bản. Những người nói tiếng Anh thường sử dụng nó cho nội dung tác phẩm không có cảnh quan hệ tình dục rõ ràng trong anime hay manga, và fan fiction liên quan. Tại Nhật Bản, nó bao hàm cả mê thanh thiếu niên.
Shotacon (ショタコン shotakon?)
Một thể loại manga và anime trong đó các nhân vật nam giống như trẻ con được mô tả trong một dáng vẻ khiêu dâm.
Toddlercon
Một thể loại nhỏ của Lolicon và Shotacon nơi mà các nhân vật đứa trẻ đi chập chững được mô tả trong một dáng vẻ khiêu dâm.
Yaoi (やおい?)
Anime hoặc manga với một sự tập trung vào những mối quan hệ tình dục đồng tính nam, hay được biết đến là Boys Love (Tình yêu giữa những chàng trai). Từ viết tắt tiếng Nhật của "yama nashi, ochi nashi, imi nashi" (không cao trào, không nổi bật, không ý nghĩa). Nội dung tình dục giữa nam với nam thường được sáng tác bởi phụ nữ nhằm phục vụ cho phụ nữ.
Yuri (百合 lit. "Lily"?)
Anime hoặc manga với một sự tập trung vào những mối quan hệ tình dục đồng giới nữ. Tại Nhật Bản, thuật ngữ bao hàm một hình ảnh rõ ràng về sự thu hút giữa những người phụ nữ. Nó cũng được sử dụng cho nội dung khiêu dâm bên ngoài Nhật Bản.

## Thuật ngữ
Video âm nhạc anime (AMV)
Video âm nhạc có ít nhất một chương trình anime đã được chỉnh sửa để phù hợp với một phần nhạc đang chạy trên hậu cảnh.
Buchinuki (ブチヌキ?)
Trong manga, buchinuki đề cập đến một trang truyện mà một nhân vật được vẽ trong khi bỏ qua hoặc ghi đè ô tranh nhằm tạo sự nhấn mạnh.
Dub (吹き替え fukikae?)
Khi phần hội thoại trong một anime được dịch sang ngôn ngữ khác.
Eyecatch (アイキャッチ aikyatchi?)
Một phân cảnh hoặc phần minh họa được sử dụng để bắt đầu và kết thúc một "gián đoạn thương mại" (thời gian quảng cáo) trong một chương trình truyền hình Nhật Bản, tương tự như cách thức gián đoạn trước/sau khi kết thúc khoảng "thời gian quảng cáo" được sử dụng tại Hoa Kỳ.
Eroge (エロゲー erogē?)
Một eroge là một từ kết hợp của "erotic game" (エロチックゲーム erochikku gēmu?), là một video game hoặc trò chơi máy tính Nhật Bản mà nổi bật với nội dung khêu gợi, thường dùng trong khuôn dạng của tác phẩm nghệ thuật phong cách anime. Eroge bắt nguồn từ Galge mà thêm đã thêm nội dung người lớn được xếp loại 18+.
Fan service (ファンサービス fan sābisu?)
Những yếu tố đặc trưng bao gồm các cảnh giải trí thiên về giới tính (như ăn mặc gợi cảm, nam giới hoặc nữ giới khỏa thân, nội dung ecchi) hoặc gây cười với khán giả mà cần thiết hoặc không cần thiết cho việc phát triển cốt truyện.
Galge (ギャルゲ garuge?)
Là một thể loại video game Nhật Bản tập trung vào sự tương tác với các cô gái phong cách anime lôi cuốn. Những trò chơi này là một nhánh nhỏ của mô phỏng hẹn hò với mục tiêu hướng đến là một khán giả nam.
Gensakusha (原作者?, "original author")
Một thuật ngữ được sử dụng bởi các tác phẩm phái sinh để ghi nhận ảnh hưởng từ tác giả nguyên tác ban đầu của một tác phẩm. Nó cũng được sử dụng để đề cập đến người viết kịch bản của một manga, trái ngược với người minh họa của nó.
Guro
Một loại anime, manga hoặc trò chơi điện tử bao gồm bạo lực, tra tấn, và thỉnh thoảng về cái chết của nhân vật. Mục đích của bạo lực là để gia tăng niềm vui của khán giả, độc giả, hoặc người chơi thích thể loại này. Thỉnh thoảng, nó cũng đồng nghĩa với cụm từ hentai là Ero guro.
Hentai (変態?)
Một thuật ngữ được sử dụng bên ngoài Nhật Bản để mô tả tính khiêu dâm hoặc nghệ thuật liên quan đến tình dục trong manga và anime, bắt nguồn từ chữ "biến thái". Tại Nhật Bản, thuật ngữ này giống như "eromanga" và "eroanime" đều được sử dụng thay thế cho nhau.
Juné, cũng được viết là June
Một manga hoặc câu chuyện chữ với những chủ đề tình dục đồng giới nam dành cho phụ nữ, được viết trong một phong cách hợp với nguyên tắc thẩm mỹ (耽美 tanbi?), được đặt tên là tạp chí Juné.
Kabe-Don (壁ドン?)
Trong tiếng Nhật, "kabe" là bức tường và "don" là âm thanh dội lại từ một bức tường. Theo nghĩa đen, Kabe-Don mô tả hành động tạo ra âm thanh mạnh mẽ khi tác động vào một bức tường. Ý nghĩa đầu tiên là gây ra âm thanh khi tác động vào một bức tường, điều đó giống như một sự phản đối bên trong tòa nhà tập thể giống một chung cư cao cấp khi phòng bên cạnh gây tiếng ồn. Một nghĩa khác, khi một người nam giới ép một người phụ nữ áp sát vào bức tường với một tay; hoặc một người nam giới áp sát vào bức tường và tạo ra một âm thanh dội lại, khiến người phụ nữ không còn chỗ để đi. Điều này trở nên phổ biến ngày nay như một "kích thích thông minh lời thú nhận".
Kyonyū (巨乳?)
Theo nghĩa đen là "bầu ngực lớn". Một phân loại về kích cỡ áo ngực thông dụng tại Nhật Bản. Bầu ngực có một kích cỡ áo ngực trên E70 nhưng dưới một kích cỡ G75 được coi là "kyonyū", sau khoảng đó thì thường được gọi là "bakunyū" (縛乳).
Lemon (レモン Remon?)
Bắt nguồn từ tuyển tập loạt phim hentai là Cream Lemon (くりいむレモン Kurīmu Remon?), thuật ngữ này được dùng để đề cập phần tác phẩm với nội dung tình dục rõ ràng.
Manga (漫画, マンガ?)
Truyện tranh Nhật Bản, hoặc phù hợp với "phong cách manga", thường được đánh dấu bởi những nét đặc trưng nổi bật như đôi mắt to, chân tay dài, đường nét tốc độ và kỹ thuật viết chữ cảm thán.
Mangaka (漫画家, マンガ家?)
Tác giả manga. Có thể đề cập đến cả người viết kịch bản và/ hoặc người vẽ minh họa của tác phẩm.
Mihiraki (見開き?)
Một phân cảnh manga, thường là một ảnh đơn duy nhất, trải ra bao phủ toàn bộ hai trang đối lập.
Name (ネーム Nēmu?)
Một bản nháp kịch bản hình ảnh của một manga dự định đề xuất.
Omake (おまけ, オマケ?)
Một phần ngoại truyện thêm vào trong một DVD anime, giống như một "ngoài lề" thông thường ở DVD phương Tây. Cũng có thể là một phần thưởng được thêm vào trong phần kết thúc của một chương hoặc một tập manga.
Original net animation (ONA)
Một sản phẩm anime dự định được phân phối trên internet qua streaming hoặc tải xuống trực tiếp.
Otome game (乙女ゲーム otome gēmu?, lit. "maiden game")
Một video game với một trong những mục tiêu chính là hướng đến một thị trường nữ giới; bên cạnh đó là mục tiêu cốt truyện với sự phát triển một mối quan hệ lãng mạn giữa nhân vật người chơi (một người phụ nữ) và một trong những nhân vật nam giới khác.
Original video animation (OVA)
Một loại anime dự định được phân phối trên băng VHS hoặc DVD, và không được trình chiếu trên truyền hình hoặc phim điện ảnh. Nó cũng rất ít khi được gọi là Original Animated Video (OAV). DVD thỉnh thoảng còn được biết đến với tên gọi là Original Animated DVD (OAD).
Q-version
Dịch thuật tiếng Anh cho thuật ngữ tiếng Trung Q版 (pinyin: Kiū bǎn), thuật ngữ này đề cập đến hoạt họa dựa trên đời thực hoặc việc đối xử như trẻ con ở các buổi diễn nghệ thuật trong cuộc sống đời thực hoặc từ con người nghiêm nghị, những mô hình động vật, các tuyến nhân vật hoặc các đối tượng khác, đặc biệt phổ biến trong phong cách anime. "Q" trong tiếng Trung có một nghĩa gần đúng với từ tiếng Anh là "dễ thương".
Raw
Tập phim anime hoặc quyét ảnh manga theo ngôn ngữ gốc của nó mà không biên tập hoặc làm phụ đề.
Dịch Scan (hoặc là "scanslation")
Quét ảnh, dịch thuật và biên tập truyện tranh từ một ngôn ngữ sang một ngôn ngữ khác.
Seiyū (声優?)
Diễn viên lồng tiếng Nhật Bản. Cũng như việc lồng tiếng cho các nhân vật trong anime, seiyū cũng lồng tiếng cho video game, chương trình radio, drama CD,...
Shudō (衆道?)
Từ viết tắt của "wakashudo". Tuổi võ đạo của nam giới trẻ tuổi được kết cấu với mối quan hệ tình dục đồng giới nam trong xã hội samurai.
Zettai ryōiki (絶対領域?)
Có nghĩa là "Absolute Territory" (lãnh địa bất khả xâm phạm). Cụm từ dùng để chỉ vùng đùi bị lộ ra khi một cô gái mặc một chiếc váy ngắn và một đôi bít tất kéo cao. 'Ý tưởng' váy ngắn:phần da lộ ra:phần tất trên đầu gối có tỉ lệ là 4:1:2,5. Zettai Ryōiki thường được phân loại bằng chữ, nơi mà hạng A là lý tưởng nhất.